# Мјур (Мичиген)
Мјур (енгл. Muir) град је у америчкој савезној држави Мичиген.

## Демографија
По попису из 2010. године број становника је 604, што је 30 (-4,7%) становника мање него 2000. године.
| Група             | 2000.       | 2010.       |
| Белци             | 603 (95,1%) | 561 (92,9%) |
| Афроамериканци    | 0 (0,0%)    | 1 (0,2%)    |
| Азијати           | 0 (0,0%)    | 9 (1,5%)    |
| Хиспаноамериканци | 15 (2,4%)   | 18 (3,0%)   |
| Укупно            | 634         | 604         |